# Madonna col Bambino tra i santi Bernardino e Caterina
La Madonna col Bambino tra i santi Bernardino e Caterina  (en français : Vierge à l'Enfant entre les saints Bernardin et Catherine de Sienne) est une peinture a tempera sur panneau de bois de 66,5 × 46 cm, qui peut être datée du début des années 1490, réalisée par Neroccio di Bartolomeo de' Landi, et conservée à la Pinacothèque nationale de Sienne.

## Description
Au premier plan, la Vierge vêtue d'une robe rouge et d'un manteau bleu dirige un regard plein de douceur vers l'Enfant soutenu de ses deux mains sur le rebord marbré. Celui-ci debout, empreint d'un air tendre et espiègle tient dans sa main droite un chardonneret élégant tandis que de sa main gauche Il cherche le sein de sa Mère pour le téter. Deux personnages occupent l'arrière-plan sur un fond azuré. Il s'agit des saints Bernardin de Sienne et Catherine de Sienne, deux personnalités religieuses intimement liées à la ville de Sienne. La composition qui obéit aux axes verticaux des personnages est rythmée cependant par les diverses positions des mains, fuselées pour celles de la Vierge, petites et innocentes pour celles de l'Enfant mais aussi celles moins visibles des saints qui les accompagnent.

## Iconographie
Le chardonneret annonce généralement de façon symbolique dans l'iconographie chrétienne le sacrifice à venir du Christ lors de la Passion et le chardon épineux dont il se nourrit, et qui se lit de façon transparente dans son nom — du moins en latin, en italien (cardellino) et en français —  évoque en effet la Couronne d'épines, alors que les taches rouges de sa tête renvoient au sang versé. Cette œuvre est à rapprocher à ce titre d'un autre tableau de Neroccio conservé au Cleveland Museum of Art: la Madonna col Bambino e un Cardellino, datant de la même période.

## Sources bibliographiques
- (en) Gertrude Coor, Neroccio de' Landi 1447-1500, Princeton, New Jersey, Princeton University Press, 1961, 235 p., 30 x 23 cmReproduction de la Madonna col Bambino tra i santi Bernardino e Caterina (figure no 78), décrite p. 186, (no 53) dans le catalogue.
- (it) Giulia Silvia Ghia et Federica Kappler, I Papi della memoria : La storia di alcuni grandi Pontefici che hanno segnato il cammino della Chiesa e dell'Umanità, Rome, Gangemi Editore, 2012, 352 p.Catalogue de l'exposition tenue au musée national du Château Saint-Ange, à Rome du 28 juin au 8 décembre 2012. Le tableau est reproduit et commenté par Viviana Vannucci page 144.